# ARO

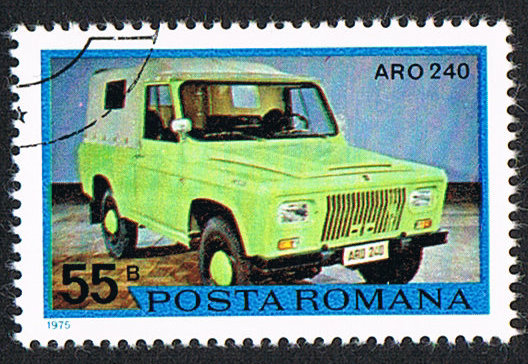
ARO 240

ARO (скорочене від Auto Romania) — румунський завод з випуску позашляхових автомобілів. Свій перший автомобіль — IMS-57 — випустив 1957 року. Автомобіль був створений на базі ГАЗ-69. Понад 90 % випущених автомобілів експортувалося в більш ніж 100 країн. Збанкрутував 2006 року.

## Моделі ARO

### ARO IMS
Випускався з 1957 по 1975 рік. Машина базувалась на платформі радянського позашляховика ГАЗ-69.
- IMS 57
- M 59
- ARO M 461
- M 473

### ARO 24
Випускався з 1972 по 2003 рік.
- ARO 240
- ARO 243
- ARO 244
- ARO 246
- ARO 266
- ARO 328 Maxi-Taxi
- ARO 33 N
- ARO 35 S
- ARO 35 M
- ARO 243
- ARO 323
- ARO 324
- ARO 330

### ARO 10
Випускався з 1980 по 2003 рік. Використовував двигун Dacia об'ємом 1,3 л. в Англію цей автомобіль експортувався під назвою Dacia Duster, а також називався Dacia 10 в Румунії, ARO Trapeurs у Франції і ARO Ischia в Італії.
- ARO 10.1
- ARO 10.4
- ARO 10 Spartana
- ARO 11.4
- ARO 10.2
- ARO 10.3
- ARO 10.5
- ARO 10.6 Пікап
- ARO 10.9
- ARO 10.0
- ARO 11.9